# Józef Mineyko
Józef Mineyko (ur. 10 marca 1879, zm. 3 września 1970) – polski ziemianin, bankowiec.
Syn Bronisława i Anny z Morykonich. Ukończył szkołę realną w Wilnie. Studiował na Wydziale Handlowym Politechniki Ryskiej. Podczas studiów został członkiem Korporacji Akademickiej Arkonia. Studia kontynuował na Uniwersytecie w Genewie.
Gospodarował we własnych dobrach w guberni wileńskiej. Po 1905 r. współzałożyciel i dyrektor (do 1917) Banku Towarzystwa Wzajemnego Kredytu w Wilnie. Współpracował z biskupem Edwardem Roppe przy zakładaniu Partii Konstytucyjnych Katolików. Od 1910 r. przedstawiciel pierwszego Rosyjskiego Towarzystwa Ubezpieczeń.
W II RP Dyrektor Banku Ziemiańskiego w Warszawie. Delegat Ministerstwa Rolnictwa i Reform Rolnych.
Był żonaty z Natalią Matwiejewną Maszewską.
Pochowany na cmentarzu Powązkowskim (kwatera 204-5-12,13).